# Lucetta Scaraffia
Lucetta Scaraffia, pseudònim de Lucia Scaraffia (Torí, 23 de juny de 1948), és una historiadora i periodista italiana, especialment significada per la seva defensa que l'Església doni un tracte igualitari a homes i dones en tots els àmbits.
El 2012 va fundar la revista mensual Donne Chiesa Mondo (Dones Església Món), suplement femení de L'Osservatore Romano, diari oficial del Vaticà', que, entre altres temes, va denunciar l'abús sexual de monges per part de sacerdots. El va dirigir fins al març del 2019 quan va dimitir amb altres redactores amb dures acusacions envers el nou director Andrea Monda.
Ha estat professora associada d'història contemporània a la Universitat de Roma La Sapienza. Ha estudiat especialment sobre història de les dones i història religiosa. Ha col·laborat amb els diaris Avvenire, Il Foglio, Corriere della Sera i L'Osservatore Romano. També fou consellera al Consell Pontifici per a la Promoció de la Nova Evangelització.

## Biografia
De mare catòlica i pare maçó, fins a la seva adolescència va rebre una educació catòlica rigorosa i va estudiar al Liceu Parini, a Milà. Va deixar d'anar a missa quan va arribar a la universitat. Als anys setanta va militar en el moviment feminista.
Va tornar a anar a missa mentre ensenyava a la Universitat de la Sapienza de Roma. Ja abans, s'havia interessat per la vida de Rita de Càssia, Teresa d'Àvila, Francesca Cabrini, des del punt de vista de la història social; des de la seva conversió va començar a especialitzar-se en les dones a l'església.
El 2007 va arribar a L'Osservatore Romano, diari oficial de la Santa Seu amb Giovanni María Vian, antic col·lega d'universitat que la va reclutar per al diari perquè el papa Benet XVI volia més dones a la redacció, explica en una entrevista.

## Donne Chiesa Mondo
El 2012 va crear la revista Donne Chiesa Mondo, des d'on va exposar la posició d'inferioritat que pateixen les dones a l'Església. El març del 2018 la revista va denunciar que cardenals i bisbes tracten les monges com a serventes, pel qual va rebre molts missatges anònims d'agraïment. El febrer del 2019, setmanes abans de la cimera contra els abusos sexuals a menors va publicar un editorial denunciat els abusos sexuals de monges per part sacerdots.
La situació va canviar amb el nou prefecte de la Comunicació del Vaticà, Paolo Ruffini, que va substituir el juliol del 2018 Dario Viganò. Ruffini va nomenar un nou director a L'Osservatore Romano. El 27 de març del 2019 va dimitir amb el seu equip d'onze persones el març del 2019 per pressions internes denunciant el retorn de la cultura de "la dona obedient" i la impossibilitat d'obrir un "diàleg lliure i valent".
«Amb el tancament de Donne Chiesa Mondo es trenca, per primera vegada, una experiència nova i excepcional per a l'Església: un grup de dones, que s'han organitzat de forma autònoma, que han votat entre elles la incorporació de noves col·laboradores, que han pogut treballar al cor del Vaticà i de la comunicació de la Santa Seu amb intel·ligència i cor lliures, gràcies al consentiment i suport de dos papes».

## Més compromís
Fou vicepresidenta de l'Associació de Ciència i Vida. És membre del Comitè Nacional de Bioètica des del 2007.
El 2008 va ser candidata a Roma amb una llista cívica pro Rutelli, però no fou escollida.

## Vida personal
És germana de l'escriptor i acadèmic Giuseppe Scaraffia. Es va casar als vint-i-tres anys i es va separar els vint-i-cinc demanant l'anul·lació del seu matrimoni. El 1982 va tenir una filla amb l'historiador Gabriele Ranzato. Posteriorment es va casar amb el seu marit actual, l'historiador i periodista Ernesto Galli della Loggia.

## Distincions
Va rebre la Legió d'Honor de la Nació Francesa el dia 10 de maig de 2017 à la villa Médicis.

## Obra
- La Sardegna sabauda, 1987.
- La santa degli impossibili. Vicende e significati della devozione a santa Rita, 1990.
- Rinnegati: per una storia dell'identità occidentale, 1993
- Donne e fede, amb Gabriella Zarri, 1994
- Il concilio in convento. L'esperienza di Chiara Grasselli, 1996.
- Loreto. Un lembo di Terra Santa in Italia, 1999.
- Il giubileo, 1999.
- Rinnegati. Per una storia dell'identità occidentale, 2002.
- Francesca Cabrini. Tra la terra e il cielo, 2003.
- Donne ottimiste, Femminismo e associazioni borghesi nell'Otto e Novecento, 2004.
- Italiane, dall'Unità d'Italia alla prima guerra mondiale, amb Eugenia Roccella, 2004.
- Contro il cristianesimo. L'ONU e l'Unione Europea come nuova ideologia, amb Eugenia Roccella, 2005.
- Lo splendore del vero. L'incontro di Margherita Albana Mignaty, amb Edouard Schuré, a «Dimensioni e problemi della ricerca storica», 2005.
- La Salette. Un santuario reinventato da intellettuali e occultisti, a "Mélanges de l'Ecole Françaises de Rome, Italie et Méditerranée", 117, 2005.
- Femminismo e utopia, a Donne fra Otto e Novecento: progetti culturali, emancipazione e partecipazione politica, 2007.
- La "quota rosa" dei santi, a «Società e storia», 2007, n. 115.
- Due in una carne. Chiesa e sessualità nella storia, amb M. Pelaja, Laterza, 2008.
- Cose della vita. Riflessioni sulla quotidianità, 2011
- I cattolici che hanno fatto l'Italia. Religiosi e cattolici piemontesi di fronte all'Unità d'Italia, 2011.
- 101 donne che hanno fatto grande l'Italia. Dalle icone della storia alle protagoniste dei nostri tempi, 2011.
- Per una storia dell'eugenetica. Il pericolo delle buone intenzioni, 2012.
- Beati quelli che sono nel pianto, perché saranno consolati, 2012.
- Le inquietudini della fede, 2012.
- I vizi capitali, 2013.
- La grande meretrice. Un decalogo di luoghi comuni sulla storia della Chiesa, 2013.
- Le opere di misericordia spirituale, 2014.
- I doni dello Spirito Santo, 2015
- Le porte del cielo. I giubilei e la misericordia, 2015.
- Andare per monasteri, 2015.
- Dall'ultimo banco. La chiesa, le donne, il sinodo, 2016.
- Tra terra e cielo. Vita di Francesca Cabrini, 2017.
- La donna cardinale, novel·la, 2020.
- Anime nere. Due donne e due destini nella Roma nazista, 2021, amb Anna Foa.
- Agnus Dei. Gli abusi sessuali del clero in Italia, 2022, amb Anna Foa i Franca Giansoldati.